# Xara
Xara ist ein international tätiger Softwarehersteller mit Hauptsitz in Berlin, der 1981 in Großbritannien gegründet wurde. In Hemel Hempstead, Großbritannien befindet sich das Entwicklungszentrum von Xara. Xara hat für eine Vielzahl von Computerplattformen Software entwickelt: Acorn Atom, BBC Micro, Z88, Atari ST, Acorn Archimedes, Microsoft Windows und zuletzt auch Webbrowser-basierte Dienste. Bei einigen Technologien, die heute als selbstverständlich gelten, wie z. B. bei der Entwicklung der weltweit ersten „Check-as-you-type“-Rechtschreibprüfung oder der ersten Zeichensoftware, die Anti-Aliasing und Transparenzkontrolle in Echtzeit bietet, leistete Xara Pionierarbeit.

## Unternehmens- und Produktgeschichte
- 1981 wurde die Computer Concepts Ltd. gegründet. Anfangs wurde neben den oben erstgenannten Computerplattformen für den Atari ST entwickelt und so entstand „ArtWorks“, der Vorgänger von Xara Xtreme.[1]
- 1995 wurde der Name der Gesellschaft in The Xara Group Ltd. geändert.
- 1996 begann begonnen, Software für das Betriebssystem Microsoft Windows zu entwickeln. Hier entstanden mit Xara 3D, Xara X und Xara Xtreme die Vorgänger der heutigen Programme Xara Foto & Grafik-Designer und Xara Designer Pro.
- 2007 wurde die Gesellschaft vollständig von der deutschen MAGIX AG (heute Bellevue Investments GmbH & Co. KGaA) übernommen.
- 2013 wurde – ebenfalls in Hemel Hempstead, Großbritannien – die iXara Ltd. als Schwestergesellschaft der Xara Group Ltd. gegründet. iXara trägt maßgeblich zur Entwicklung der Xara Cloud bei.
- 2016 übernahm die deutsche Xara GmbH mit Hauptsitz in Berlin sowohl die Xara Group als auch die iXara. Zusammen bilden diese drei Unternehmen die Xara-Gruppe.
- 2019 veröffentlicht Xara mit Xara Cloud eine SaaS-Lösung, die Brand Management, Digital Asset Management, kreatives kollaboratives Arbeiten, Dokumentumwandlung in verschiedenste Formate, Print Marketing und Design Services zusammenfasst.

## Nachweise und Quellen
1. ↑  Xara Group History (Englisch)– Xara GmbH, abgerufen am 9. April 2024.